# Azori Felszabadítási Front
Az Azori Felszabadítási Front (portugálul: Frente de Libertação dos Açores) röviden FLA az Azori-szigeteken működött jobboldali félkatonai csoport volt, amelynek célja az Azori-szigetek függetlenségének kivívása Portugáliától. A szervezet közvetlenül az 1974-es portugáliai szegfűs forradalom után alakult meg, de Madeirával ellentétben az itteni függetlenségi mozgalmat nem motiválta túlzottan a baloldal portugáliai erősödése. Bizonyos mértékig közrejátszottak etnikai, illetve jelentős mértékben társadalmi-szociális érdekek.
A szervezet 1975-ben néhány erőszakos cselekményt is elkövetett, szemben madeirai párja, a Madeira-szigeteki Felszabadítási Front (röviden FLAMA) gyakorlatilag végig terroristaszervezetként működött.
A FLÁ-t az Azori-szigeteken is többen, mint José Medeiros Ferreira történész vagy Manuel Barbosa író fasiszta tömörülésnek tartja.

## Története
A szervezetet 1975. április 8-án alapította Londonban José de Almeida, a portugál akciópárt korábbi tagja, nem sokkal azután, hogy a FLAMA létrejött Madeirán, de még azelőtt, hogy teljesen nyíltan kezdte meg a maga fellépéseit (köztük a terrortámadásokat). Almeida kijelentette, hogy szervezetének nincs ideológiai célja, csakis az Azori-szigetek érdekeit tartja szem előtt.
A FLAMA és az FLA nagyon hamar kapcsolatba lépett egymással, továbbá az FLÁ-ra is eleinte jellemzők az erőszakos fellépések, különösképpen a vele szembenálló személyeket és ellentétes ideológiájú csoportokat igyekezett megfélemlíteni. Ekkoriban a szegfűs forradalom után kialakult politikai zavarban elterjedt az esetleges kommunista hatalomátvétel lehetősége, így az FLA jelentős támogatást kapott a São Miguel szigetén élő kereskedőktől és iparosoktól, akik tartottak üzleteik és vállalkozásaik esetleges államosításától. Az FLA népszerű volt még a vidéki gazdálkodók körében is, akik személyes tulajdonukban álló földjeiket féltették, nehogy azokat Portugália szovjet mintát követve kollektivizálja. Népszerűtlenné tették az azori gazdák körében portugál ideiglenes kormányt annak kudarcos államosítási kísérletei is.
Az FLÁ-t az azori diaszpóra is támogatta és konkrét gazdasági terveket vázolt fel a sziget függetlenedése esetén, mely tartalmazta a geotermikus energia és a légi közlekedés hasznosításának lehetőségét a szigeteket. A szigetek függetlenedési vágyában közrejátszott, hogy azok viszonylag másmilyen etnikai és kulturális háttérrel bírnak, mint a portugál anyaország. A kulturális különbségek ugyan Madeirán is meg voltak, ezzel szemben a FLAMA tevékenységét a portugál baloldal előretörése határozta meg, így az mindvégig egy erőteljesen a szélsőjobboldali politikai oldalhoz kötődő szervezet maradt, mely kizárólag az ideológiai különbségek okán akart függetlenséget Madeirának.
Sokkal erősebb volt viszont a kulturális és etnikai elkülönülés a Zöld-foki szigeteken, amelyekre komoly befolyással voltak a kontinentális afrikai függetlenségi (főleg guineai és angolai) mozgalmai, így a szigeteknek 1975-ben sikerült kivívniuk a maguk önállóságát is.
Almeida az Egyesült Államokkal is felvette a kapcsolatot, hogy támogassák a sziget függetlenedését, ám az amerikai külügyi adminisztráció ettől elhatárolódott. Ennek ellenére az FLA elég külső segítséget kapott külföldről, hogy a szigeteken kívül is tevékenykedni tudjon (szemben a FLAMA tevékenysége kizárólag Madeirára korlátozódott).
1975. június 6-án az FLA két másik jobboldali szervezettel és azori földtulajdonosokkal nagy demonstrációt tartott Ponta Delgadában. Utóbbiak a portugál kormány várható agrárreformja miatt vonultak utcára. A tiltakozás gyors eszkaláción ment keresztül és a tömeg a Conceição-palotához vonult, ahol függetlenségi jelszavakat is skandálva António Borges Coutinho kormányzó lemondását követelték. A szigetek katonai parancsnoka, Altino Pinto de Magalhães tábornok nem lépett fel a tüntetőkkel szemben, s kormányzó kénytelen volt lemondani. Ezzel az FLA első és egyben legnagyobb sikerét érte el, noha a hatóságok válaszlépése nem váratott sokáig: egy napon belül őrizetbe vették az FLA tagokat és szimpatizánsaikat a szigetek számos pontján, ám bizonyítékok híján megszüntették ellenük az eljárást, így vádemelésre sehol sem került sor. Többen attól tartottak, hogy a tiltakozások további eszkalálódásával katonai junta kerülne hatalomra a szigeteken.
Augusztus 12-én az FLA már bejelentette, hogy kész erőszakhoz is folyamodni az Azori-szigetek függetlenségének elérése érdekében. A szervezet ezt követően több belső indítványt is jóváhagyott, amelyekben egyebek közt a portugál ideiglenes kormány helyi tagjainak és szimpatizánsainak (köztük egy plébánosnak) a kiutasítását követelték a szigetekről. Az FLA a Kanári-szigeteken létrehozta a katonai szárnyát, s csak bizonyos feltételek árán nem voltak készek fegyveres harcba bocsátkozni Portugália ellen. Augusztus 19-én és augusztus 20-án az FLÁ-hoz kötődő személyek lerombolták Ponta Delgádában és Angrában az ideiglenes kormány, valamint az ellenzéki Portugál Demokratikus Mozgalom kortesirodáit.
Október 21-én már erősödni kezdtek az FLA-ellenes hangok, amelyek konspirációval vádolták a hatóságokat is, miszerint ők teszik lehetővé, hogy a szervezet büntetlenül ténykedjen főleg Terceira és São Miguel szigetén. Egy újabb FLA-kiáltványt követően létrejött a civilbázisú Esquadrão da Noite, egy FLA-ellenes szervezet.
Az FLA tevékenysége 1976-ra jelentősen mérséklődött, miután teljesen irreálissá vált a portugál kommunista hatalomátvétel víziója, s a szervezet elfogadta a szigeteknek felkínált autonómiát, amit 1977. április 2-án az alkotmányban is rögzítettek. Noha az FLA a tevékenységét még egy ideig folytatta, de az 1980-as évekre a szervezet kifulladt. Időszakosan még ma is előtörnek függetlenségi követelések az Azori-szigeteken látványos akciók formájában, de azokat már nem kötik az egykori FLA tagjaihoz.